# Sashastra Seema Bal
Sashastra Seema Bal (SSB) es una fuerza de vigilancia fronteriza de la India desplegada a lo largo de sus fronteras con Nepal y Bután. Es una de las siete Fuerzas Centrales de Policía Armada bajo el control administrativo del Ministerio del Interior (MHA).
La fuerza se creó originalmente con el nombre de Oficina de Servicios Especiales en 1963, tras la guerra chino-india, para reforzar las zonas fronterizas de India contra operaciones enemigas.

## Historia
La tarea principal de la fuerza era proporcionar apoyo armado a la división de inteligencia exterior de la Oficina de Inteligencia, que más tarde se convirtió en el Ala de Investigación y Análisis (tras su creación en 1968). El objetivo secundario era inculcar sentimientos de pertenencia nacional en la población fronteriza y ayudarles a desarrollar sus capacidades de resistencia mediante un proceso continuo de motivación, formación, desarrollo, programas de bienestar y actividades en el entonces NEFA, el norte de Assam (las zonas septentrionales del estado indio de Assam), el norte de Bengala (las zonas septentrionales del estado indio de Bengala Occidental) y las colinas de Uttar Pradesh, Himachal Pradesh y Ladakh. Posteriormente, el programa se amplió a Manipur, Tripura, Jammu en 1965; Meghalaya en 1975; Sikkim en 1976; las zonas fronterizas de Rajastán y Gujarat en 1989; Manipur, Mizoram y otras zonas de Rajastán, así como Gujarat en 1988; Bengala del Sur (las zonas meridionales de Bengala Occidental); Nagaland en 1989; y el valle de Nubra, Rajouri y el distrito de Poonch de Jammu y Cachemira en 1991.
Su objetivo principal era contrarrestar un acto de agresión del Ejército Popular de Liberación chino. Se pensaba que, militarmente, los chinos eran "superiores" a India y que, en caso de guerra, podrían intentar arrollar a las fuerzas indias. Así que, en 1963, se creó una fuerza única que, en caso de que los chinos intentaran invadir y ocupar territorio indio, se fusionaría con la población fronteriza, se vestiría de civil, trabajaría en una administración paralela y llevaría a cabo la guerra de India con la ayuda de tácticas de guerrilla.
En 2001, la SSB fue transferida del R&AW al Ministerio del Interior y se le asignaron las tareas de vigilancia de las fronteras con Nepal y Bután. La SSB pasó a llamarse Sashastra Seema Bal, de acuerdo con su nueva función, y quedó bajo el control administrativo del Ministerio del Interior. Esto se hizo tras la guerra de Kargil, con la adopción del concepto "una frontera, una fuerza".
La SSB afirma haber presentado una "cara benigna" del gobierno en las zonas fronterizas y que esto fue apreciado por la población de esas zonas.
Siguiendo las recomendaciones de un grupo de ministros sobre la reforma del sistema de seguridad nacional, la SSB fue declarada Fuerza de Vigilancia Fronteriza y Agencia de Inteligencia Principal (LIA) para la frontera indo-nepalesa (junio de 2001) y se le asignó la tarea de vigilar los 1.751 km de frontera indo-nepalesa a lo largo de los estados de Uttarakhand, (263. 7 km con 3 distritos), Uttar Pradesh (599,3 km con 7 distritos), Bihar (800,4 km con 7 distritos), Bengala Occidental (105,6 km con 1 distrito) y Sikkim (99 km). En marzo de 2004, se asignó a la SSB la tarea de vigilar el tramo de 699 km de la frontera indo-bhutanesa a lo largo de los estados de Sikkim (32 km), Bengala Occidental (183 km con 2 distritos), Assam (267 km con 4 distritos) y Arunachal Pradesh (217 km con 2 distritos). Desde entonces, la SSB fue rebautizada como Sashastra Seema Bal y alcanzó nuevas cotas. La SSB es la primera fuerza de vigilancia fronteriza que ha decidido reclutar batallones de mujeres. Está realizando un excelente trabajo como fuerza de vigilancia fronteriza en las fronteras indo-nepalesa e indo-bhutanesa.
La SSB también participa en operaciones de contrainsurgencia en Jammu y Cachemira y en operaciones antinaxis en Jharkhand, Bihar y Chhattisgarh. También está llevando a cabo tareas de seguridad interna, es decir, tareas electorales y de orden público en diferentes partes de la India.
La SSB celebró el año 2013 como el año del Jubileo de Oro que marca los 50 años de su creación. Las celebraciones han comenzado con el Abanderamiento de una Expedición al Monte Everest el 2 de abril de 2013 desde Delhi. El equipo dirigido por el Comandante Somit Joshi llegó con éxito a la cima alrededor de las 9:45 a.m. (IST) el 21 de mayo de 2013 para conmemorar el 50 aniversario.
En 2014, el Gobierno de la India aprobó el reclutamiento de mujeres como oficiales de combate en la SSB.

## Rol

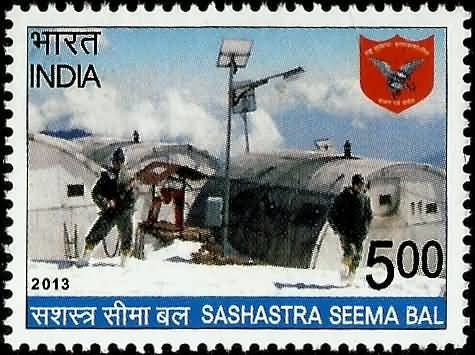
Sashastra Seema Bal sello postal emitido en 2013

La función anterior de la Oficina de Servicios Especiales era motivar y movilizar a la población fronteriza de la India en pro de la seguridad nacional tanto en tiempos de paz como de guerra y promover un sentimiento de seguridad y hermandad entre la población, en pro de la integración nacional. Su función actual consiste en prevenir la delincuencia y el contrabando transfronterizos, así como otras actividades antinacionales.
En la consecución de esta tarea encomendada, a la SSB se le han conferido ciertos poderes en virtud del Código de Procedimiento Penal de 1973, la Ley de Armas de 1959, la Ley NDPS de 1985 y la Ley de Pasaportes de 1967. El Gobierno de India también contempla conferir poderes adicionales en virtud de la Ley de Aduanas de 1962.
Estos poderes se ejercerán dentro de un cinturón de 15 km en los Estados de Uttarakhand, Uttar Pradesh, Bihar, Bengala Occidental, Sikkim, Assam y Arunachal Pradesh, a lo largo de las fronteras indo-nepalí e indo-bhutanesa, así como en cualquier otra zona de operaciones de la SSB.

## Organización
Antes de 2001, el cuerpo era conocido como Oficina de Servicios Especiales (SSB). De acuerdo con su función revisada, el ala uniformada trabajaba bajo el mando operativo de oficiales civiles. Fue en 1985 cuando se concedió a los comandantes del ala uniforme una cuota del 15% de organizadores de zona, para ascender al rango de inspector general adjunto. El ala civil trabajaba en el Área de Operaciones (AOP) a lo largo de la frontera indo tibetana e indo pakistaní. El reclutamiento en el ala de uniforme se realizaría entre jóvenes indios de la zona fronteriza que hubieran recibido formación avanzada en guerra de guerrillas y también seleccionados por el comandante operativo respectivo, como por el organizador de división, el organizador de zona, el organizador de subzona y el organizador de círculo.
El Organizador Divisional tenía un rango equivalente al de Inspector General de Policía, específicamente destinado a las respectivas AOP a las que pertenecían y por las que eran activados. Las repercusiones del cierre de la antigua función se han debatido y deliberado en los establecimientos de defensa y ahora se ha tomado conciencia de la relevancia de la antigua función de la SSB para la seguridad de la zona fronteriza, ya que es probable que se reactive dicha función.

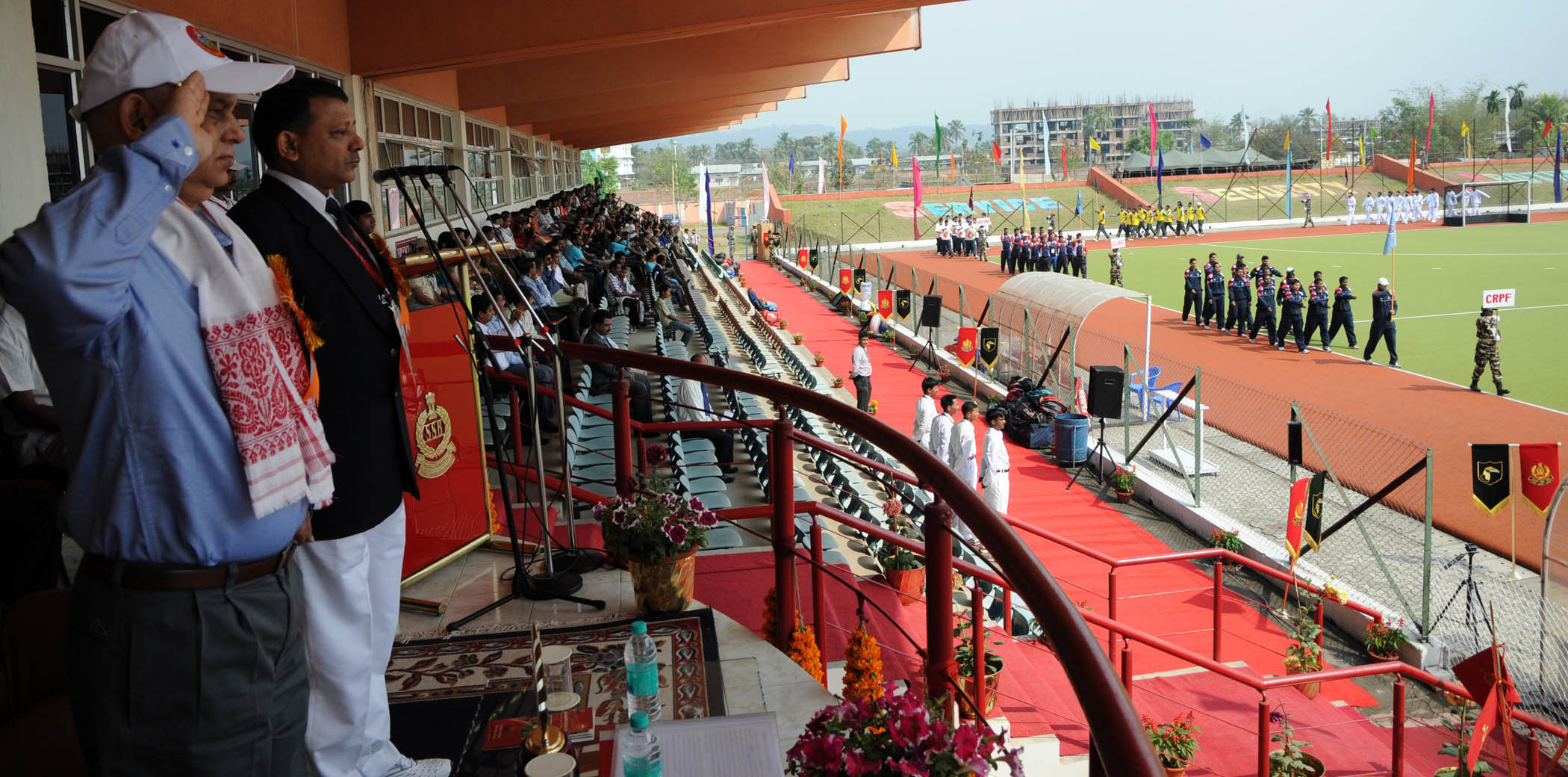
El Campeonato de Hockey Policial de la India, organizado por la Sahastra Seems Bal. Arriba, Sankar Baruah, DG de la Policía de Assam, recibe el saludo ceremonial

El cuartel general de más alto nivel de la fuerza es el Cuartel General de la Fuerza (FHQ), también llamado Dirección General de la SSB, situado en la capital india de Nueva Deli. El Cuartel General de la Fuerza (FHQ) está bajo el mando de un oficial con rango de Director General. El Director General está asistido por el Director General Adjunto. Dependen del Director General varias Direcciones, entre ellas las de Operaciones e Inteligencia, Personal y Formación, Administración, Aprovisionamiento y Comunicaciones, Médica y otras. Cada Dirección está encabezada por un IG y asistida por un DIG y otros oficiales.
El Cuartel General de las Fronteras (FTR HQ) está dirigido por un oficial con rango de Inspector General (IG), que es el siguiente en la cadena de mando después del FHQ. El Cuartel General FTR, a su vez, ejerce el mando y control sobre los Cuarteles Generales de Sector, al mando de un Inspector General Adjunto (DIG). Cada SHQ consta de 5-6 batallones y 2-4 Sectores constituyen un FTR HQ.
El batallón SSB está mandado por un oficial con rango de Comandante, asistido por oficiales con rango de Segundo Comandante, Comandante Adjunto y Comandante Adjunto. El batallón se divide a su vez en compañías y puestos fronterizos (BOP). En un batallón hay siete compañías, cada una de las cuales consta de tres puestos fronterizos avanzados. La compañía está al mando de un comandante adjunto y el BOP está al mando de subinspectores, y cada BOP comprende varios puestos fronterizos de control.

## Personal

### Contratación
Comandantes adjuntos-Los comandantes adjuntos son nombrados (como se nombra a los oficiales y se contrata al personal por debajo de oficial en cualquier organización gubernamental) a través de un examen competitivo realizado por la Comisión de Servicios Públicos de la Unión (UPSC) junto con la contratación de comandantes adjuntos (Comn) realizada por la SSB. Los Subinspectores en GD/TEL/COMN son nombrados (como SOs) a través de un examen competitivo realizado por SSC y otras vacantes especiales. La contratación de alguaciles y jefes de alguaciles en diferentes ramas también suele producirse todos los años.

### Centros de formación
Tanto los cuadros civiles como los uniformados de las SSB reciben la misma formación en diversos cursos de guerra y otros cursos especializados, como guerra de guerrillas, contrainsurgencia, inteligencia, demolición, supervivencia en la jungla y en la nieve, etc. Los diversos centros de formación dentro de la Fuerza y en los centros de formación de otras organizaciones / agencias.

### Lista de jefes de las SSB
Antes de 2001, la SSB era una de las cuatro organizaciones dependientes de la Dirección General de Seguridad y estaba dirigida por un director. El director dependía del director principal, DGS, quien a su vez dependía del DG (seguridad). Cuando la SSB pasó a depender del Ministerio del Interior, el puesto de director principal de la DGS se sustituyó por el de director general de la SSB. El puesto de director de la SSB pasó a denominarse DG adicional de la SSB. A continuación figuran las listas de directores, directores principales y directores generales.

#### Director de la Oficina de Servicios Especiales
| Num | Nombre                                              | Desde                   | Hasta                    | Observaciones |
| --- | --------------------------------------------------- | ----------------------- | ------------------------ | --- |
| (1) | Bhola Nath Mullik, IP                               | 13 de octubre de 1964   | 6 de mayo de 1966        | concurrente con el Director General (Seguridad) |
| 1   | Bhola Nath Mullik, IP                               | 15 de marzo de 1963     | 17 de diciembre de 1963  | concurrente con el Director de la Oficina de Inteligencia                                                                                           |
| 2   | Dhyan Swarup Sharma, IP                             | 17 de diciembre de 1963 | 12 de octubre de 1964    | |
| 3   | Madan Mohan Lal Hooja, IP                           | mayo de 1966            | enero de 1968            | Madan Mohan Lal Hooja, IP simultáneo con el Director General (Seguridad). Trasladado como Director de la Oficina de Inteligencia                    |
| 4   | Sardar Balbir Singh, IP                             | enero de 1968           | octubre de 1968          | de 1968 simultáneo con el Director General (Seguridad). Anteriormente, IG fundador de la ITBP                                                       |
| 5   | Prem Nath Kaul, IAS                                 | 24 de octubre de 1968   | 20 de abril de 1972      | Antiguo miembro del ejército indio y del Servicio Administrativo de Fronteras de la India; había trabajado como Cónsul General de la India en Lhasa |
| 6   | Pitri Sharan Raturi, IPS                            | 28 de junio de 1972     | 11 de julio de 1977      | antiguo miembro del INA. Ascendido a Director Principal de la DGS                                                                                   |
| 7   | Thiruvalanchuly Muthukrishna Ayyar Subramaniam, IPS | 21 de noviembre de 1977 | 31 de marzo de 1979      | ascendido a Director Principal, DGS |
| 8   | Sudarshan Singh Bajwa, IPS                          | 31 de marzo de 1979     | 3 de febrero de 1982     | ascendido a Director Principal, DGS |
| 9   | Onkar Singh, IPS                                    | 9 de febrero de 1982    | 31 de agosto de 1982     | promovido a Director Principal, DGS |
| 10  | Satish Dutt Pandey, IPS                             | 1 de septiembre de 1982 | 1 de noviembre de 1985   | ascendido a Director General, CRPF |
| 11  | Hari Baboo Johri, IPS                               | 1 de noviembre de 1985  | 31 de julio de 1990      | ascendido a Director Principal, DGS |
| 12  | N. Natarajan, IPS                                   | 24 de octubre de 1990   | 31 de octubre de 1991    | ascendido a Director Principal, DGS |
| 13  | Ghansham Dass Khemani, IPS                          | 1 de noviembre de 1991  | 31 de agosto de 1993     | |
| 14  | Bibhuti Bhusan Nandy, IPS                           | 1 de septiembre de 1993 | 1 de noviembre de 1993   | más tarde pasó a ser DG, ITBP y NSA, Mauricio |
| 15  | Rajendra Mohan, IPS                                 | 2 de noviembre de 1993  | 30 de septiembre de 1996 | ascendido a Director Principal, DGS |
| 16  | Robinder Ohri, RAS                                  | 13 de noviembre de 1996 | 31 de octubre de 1997    | originalmente IPS (15RR), luego CRPF (1966) |
| 17  | Nachhattar Singh Sandhu, IPS                        | 1 de noviembre de 1997  | 25 de octubre de 1999    | ascendido a Director Principal, DGS |
| 18  | Ram Prasad Kureel, IPS                              | 29 de octubre de 1999   | 14 de enero de 2001      | reasignado como Director General Adicional, SSB |

### Director General, Sashastra Seema Bal
| Num  | Nombre                       | Desde                    | Hasta                    | Observaciones                                                                                              |
| ---- | ---------------------------- | ------------------------ | ------------------------ | --- |
| 1    | Nachhattar Singh Sandhu, IPS | 15 de enero de 2001      | 31 de agosto de 2001     | |
| 2    | Vinod Kumar Malik, IPS       | 1 de septiembre de 2001  | 31 de mayo de 2003       | más tarde, miembro de la Comisión de Servicios Públicos de Himachal Pradesh                                |
| 3    | Bhushan Lal Vohra, IPS       | 2 de junio de 2003       | 21 de septiembre de 2003 | concurrente con DG, Defensa Civil. También trabajó como DGP, Tripura y Manipur.                            |
| 4    | Divakar Prasad, IPS          | 22 de septiembre de 2003 | 31 de julio de 2004      | anteriormente, DG, Defensa Civil                                                                           |
| 5    | Himanshu Kumar, IPS          | 1 de agosto de 2004      | 31 de octubre de 2005    | |
| 6    | Vijay Shankar, IPS           | 1 de noviembre de 2005   | 12 de diciembre de 2005  | simultáneamente con DG, Defensa Civil. Ascendido a Director del CBI                                        |
| 7    | Jyoti Kumar Sinha, IPS       | 15 de diciembre de 2005  | 7 de febrero de 2006     | simultáneo con DG, CRPF                                                                                    |
| 8    | Tilak Kak, IPS               | 15 de diciembre de 2005  | 30 de septiembre de 2007 | |
| 9    | Gopal Sharma, IPS            | 1 de octubre de 2007     | 30 de noviembre de 2008  | anteriormente, DGP, Jammu y Cachemira                                                                      |
| 10   | M. V. Krishna Rao, IPS       | 4 de diciembre de 2008   | 31 de octubre de 2010    | anteriormente, Comisario de Policía, Hyderabad                                                             |
| 11   | Yudhvir Singh Dadwal, IPS    | 10 de noviembre de 2010  | 31 de octubre de 2011    | anteriormente, Comisario de Policía, Delhi                                                                 |
| 12   | Pranay Sahay, IPS            | 1 de noviembre de 2011   | 10 de diciembre de 2012  | anteriormente, Secretario (Seguridad), Secretaría del Gabinete Posteriormente, Director General de la CRPF |
| 13   | Arun Chaudhary, IPS          | 10 de diciembre de 2012  | 30 de abril de 2014      | |
| 14   | Arvind Ranjan, IPS           | 1 de mayo de 2014        | 14 de agosto de 2014     | concurrente con DG, CISF. Anteriormente, DG, NSG                                                           |
| 15   | Banshi Dhar Sharma, IPS      | 14 de agosto de 2014     | 31 de enero de 2016      | |
| 16   | Archana Ramasundaram, IPS    | 3 de febrero de 2016     | 30 de septiembre de 2017 | anteriormente, Directora, NCRB                                                                             |
| 17   | Rajni Kant Mishra, IPS       | 30 de septiembre de 2017 | 30 de septiembre de 2018 | anteriormente, DG, BSF                                                                                     |
| 18   | Surjeet Singh Deswal, IPS    | 30 de septiembre de 2018 | 11 de enero de 2019      | posteriormente, DG, ITBP                                                                                   |
| 19   | Kumar Rajesh Chandra, IPS    | 11 de enero de 2019      | 31 de diciembre de 2021  | anteriormente, DG, Oficina de Seguridad de la Aviación Civil                                               |
| 20   | Sanjay Arora, IPS            | 1 de enero de 2022       | 31 de mayo de 2022,      | con cargo adicional concurrente con DG, ITBP                                                               |
| 21   | Dr. Sujoy Lal Thaosen, IPS   | 1 de junio de 2022       | 3 de octubre de 2022,    | transferido como DG, CRPF                                                                                  |
| 22   | Anish Dayal Singh, IPS       | 3 de octubre de 2022     | 2 de marzo de 2023       | simultáneo con el DG, ITBP                                                                                 |
| 23   | Rashmi Shukla, IPS           | 3 de marzo de 2023       | 31 de diciembre de 2023  | anteriormente, Comisario de Policía, Pune; anteriormente, SDG, CRPF. Trasladado como DGP de Maharashtra.   |
| (22) | Anish Dayal Singh, IPS       | 31 de diciembre de 2023  | 22 de enero de 2024      | Transferido como DG, CRPF                                                                                  |
| 24   | Daljit Singh Chaudhary, IPS  | 23 de enero de 2024      | 28 de agosto de 2024     | transferido como DG, BSF                                                                                   |
| 25   | Amrit Mohan Prasad, IPS      | 15 de septiembre de 2024 | Incumbent                | |